# Liste des ennemis du Docteur
Cet article présente les principaux adversaires du Docteur dans la série télévisée de science-fiction Doctor Who.  Il s'agit d'une liste d'individus, à distinguer des espèces extra-terrestres répertoriées dans la liste des races non humaines de la série Doctor Who.
- Haut – A
- B
- C
- D
- E
- F
- G
- H
- I
- J
- K
- L
- M
- N
- O
- P
- Q
- R
- S
- T
- U
- V
- W
- X
- Y
- Z

## A

### Helen A
Helen A, vue dans The Happiness Patrol (1988), est la dirigeante d’une colonie humaine sur Terra Alpha. Elle devait faire une caricature de la première ministre britannique Margaret Thatcher. En 2010, Sylvester McCoy a déclaré au Sunday Times : « Notre sentiment était que Margaret Thatcher était bien plus terrifiante qu'aucun autre monstre rencontré par le Docteur. »

### Abzorbaloff
Originaire de Clom, la planète jumelle de Raxacoricofalapatorius, ce personnage apparaît dans l'épisode « L.I.N.D.A ». Sa particularité est d'absorber des êtres vivants et de les intégrer à l'intérieur de son propre corps. Cette créature a été créée à la suite d'un concours de l'émission pour enfants Blue Peter à l'occasion duquel le dessin d'un enfant a été adopté pour un monstre de la série.

### Animus
L'Animus est une intelligence extraterrestre d'une planète inconnue qui atterrit sur la planète Vortis et qui est apparue pour la première fois dans le feuilleton The Web Planet (1965).
L'Animus est mentionné dans plusieurs histoires dérivées. Dans Twilight Adventure of the Gods de Christopher Bulis, le Deuxième Docteur, Jamie et Victoria rentrent à Vortis et rencontrent une graine de l’Animus qui avait survécu. Dans le roman original, All-Consuming Fire, écrit par Andy Lane, identifie l'Animus avec le grand vieux Lloigor du mythe de Cthulhu de H. P. Lovecraft. Un article de Russell T. Davies dans le Doctor Who Annual 2006 indique que le « Grand animus a péri » dans la guerre du temps et que « ses murs de Carsenome [sic] sont tombés dans la poussière ». Dans la série de bandes dessinées Prisoners of Time de 2013, le Premier Docteur, Vicki, Ian et Barbara rencontrent l'Animus sur Terre, où il s'est rendu avec l'aide d'un mystérieux personnage qui kidnappe les compagnons du docteur.

### Azal
Azal est un démon de la planète Dæmos dans l'épisode « The Dæmons » (1971) avec le Troisième Docteur.

## B

### Baltazar
Baltazar, le Fléau de la Galaxie, est le principal antagoniste de la série animée The Infinite Quest.

### La Bête
Pour les articles homonymes, voir La Bête.
La Bête est une gigantesque créature qui dit avoir été enfermée avant même la création du temps. Celle-ci serait, selon le Docteur, l'inspiratrice du concept du diable et à l'origine de la figure démoniaque de certains dieux extra-terrestres. Elle apparaît dans les épisodes La Planète du Diable, première partie et La Planète du Diable, deuxième partie.
La Bête est un ancien démon, qui avait été emprisonné pour l'éternité dans un puits au centre de la planète du nom de Krop Tor (la pilule amère), et qui se trouve en orbite autour du trou noir K37 Gem 5, comme désigné par les cartes humaines. Le centre de la planète, à 30 km sous la surface, est une puissante source d'énergie qui la maintient en équilibre gravitationnel constant avec l'attraction du trou noir, empêchant ainsi la planète de basculer dans le vide. Elle aurait été enfermée dans ce puits par une ancienne civilisation très avancée, les Disciples de la Lumière, avant même l'existence du temps. La Bête a été réveillée par une force expéditionnaire humaine qui a fait voler son vaisseau dans l'entonnoir créé par la force gravitationnelle de la planète, dans l'espoir de creuser et de revendiquer la source d'énergie du centre de la planète.
Sous sa forme originale, la Bête ressemble à une représentation traditionnelle du diable (cornes de bouc, flammes, langue fourchue, etc.) et d'une taille de plusieurs centaines de mètres de hauteur. Son esprit peut s'évader et prendre place dans un être humain (ou dans des êtres télépathes comme les Oods) dont elle peut couvrir le corps de signes cabalistiques, rendre les yeux rouges et faire cracher du feu. La Bête peut apparemment prendre le contrôle des appareils électriques et lire les peurs des gens.
La Bête déclare être à la base de la figure du diable dans toutes les religions et mythologies chez les Hommes mais aussi sur d'autres planètes. Cela semble se confirmer dans un épisode de la série Torchwood, La Fin des temps, dans lequel Jack Harkness affronte le démon Abaddon, dieu de la mort, qui ressemble énormément à la Bête. Le Docteur cite sa présence sur Draconia, Daemos (la planète du dieu cornu Azal) et sous la forme de Kaled, le dieu de la guerre chez les Daleks.
La créature est morte lorsque son hôte, Toby Zed, a été aspiré par un trou noir.

### Bok
Bok est la gargouille d'Azal dans le récit du Troisième Docteur, The Dæmons (1971). En pierre, il est à l'épreuve des balles. Il revient à son état de statue quand Azal est vaincu.

### Borusa
Borusa est un seigneur du Temps, ancien professeur d'université qui est apparu dans 4 épisodes de Doctor Who. Il a la particularité d'être joué à chacune de ses apparitions par un acteur différent, ce qui sous entend qu'il s'est régénéré entre chaque épisode.
Le personnage apparaît pour la première fois dans l'épisode de 1976 « The Deadly Assassin » et occupe le poste de Cardinal dans le Haut Conseil de Gallifrey. Il est décrit comme une personne assez prétentieuse. On le voit ainsi "ajuster la vérité" et prétendre au cours de l'histoire que le chancelier Goth fut un héros qui tenta de stopper le Maître alors que celui-ci était son allié. Après le départ du Docteur, il devient de manière plus ou moins légale, Chancelier.
Lors du retour du Docteur sur Gallifrey dans « The Invasion of Time » Borusa brigue le poste de Lord Président des Seigneurs du temps. C'est à la base une stratégie pour battre les ennemis, mais lorsque le Docteur part de Gallifrey, il est président du Haut Conseil des Seigneurs du Temps. Dans l'épisode « Arc of Infinity » Borusa est enfin Lord Président de Gallifrey. Il fera d'ailleurs condamner le Docteur à mort afin d'empêcher Omega de détruire l'univers. Suspecté d'être son complice, son innocence finit par être prouvée et Borusa va aider le Docteur à détruire Omega.
À la fin de « The Five Doctors » on apprend que Borusa a comploté afin d'enlever les cinq incarnations du Docteur et leurs compagnons et de les envoyer sur la Zone Interdite. Le but étant qu'ils se rendent à la Tour Noire et trouvent le secret de l'immortalité caché dans la tombe de Rassilon à sa place. Finalement, Borusa arrive dans la tombe où l'immortalité lui est donnée par Rassilon lui-même. Toutefois, celle-ci le transforme en une statue de pierre figée pour l'éternité. Rassilon a créé de toutes pièces ce piège afin d'écarter les maniaques fous de puissance de la présidence de Gallifrey.
Borusa réapparaît dans des romans dérivés de la série.

### BOSS
BOSS, ou Biomorphic Organisational Systems Supervisor, est un super-ordinateur apparaissant dans The Green Death (1973) et joué par John Dearth.

## C

### Max Capricorn
Max Capricorn, joué par George Costigan, apparaît dans Une Croisière autour de la Terre et est le dirigeant d'une entreprise de croisières spatiales. Pour se venger des administrateurs de sa compagnie, il saborde un de ses vaisseaux, mettant en danger la planète Terre. Il a été progressivement converti en cyborg pour augmenter sa longévité et il ne reste plus de lui que la tête.

### Cassandra (la dernière humaine)
Lady Cassandra O'Brien prétend être la dernière humaine mais c'est parce qu'elle refuse d'évoluer. Elle est la dernière humaine de pure souche (sans croisement avec d'autres extra-terrestres). Elle se présente sous la forme d'une peau tannée et étendue avec une bouche, un nez et des yeux.

### ConscienceNestene
Conscience extra-terrestre sans corps, elle possède une affinité avec le plastique et est capable d'animer et de manipuler des humanoïdes de plastiques connus sous le nom d'Autons.
Elle apparaît pour la première fois en 1970 dans l'épisode « Spearhead from Space » où elle a pris la tête d'une fabrique de jouets en plastiques à Epping et tente de remplacer les membres du gouvernement par des répliques Autons. Les humains à la direction de la fabrique ont été remplacés par leurs sosies Autons, à l'exception d'un employé, Ransome, qui enquêtant autour de l'usine, va se retrouver poursuivi par des Autons moins formés et semblables à des mannequins de plastiques. Ceux-ci tentent de trouver les polyèdres, source d'énergie, possédés par UNIT et par un paysan du coin.

#### Les Cybermen
Les Cybermen, plus qu'une espèce, étaient un concept qui se développa dans plusieurs civilisations au cours de leur évolution. Il s'agissait de cyborgs humanoïdes qui, après leur création, continuaient régulièrement à s’améliorer par des "mises à jour", changeant leur apparence, leur résistance et leur armement.
Plusieurs factions de Cybermen apparurent indépendamment par convergence évolutive à différentes époques et sur différentes planètes, telles que Mondas, Telos, une Terre parallèle, Planète 14, et Marinus (DW: The Doctor Falls).
Malgré leurs différences d'origines, les différents groupes de Cybermen présentaient des similarités. La plupart des Cybermen n'avaient ni nom, ni individualité. Ils supprimaient leurs émotions, car ils les considéraient comme une faiblesse. Ils tentaient souvent de transformer les humains et d'autres humanoïdes en Cybermen, via un processus de "mise à jour" ou "cyber-conversion" (DW: The Tomb of the Cybermen, The Age of Steel, Doomsday).
Les Cybermen avaient pour ambition de conquérir l'univers, convertissant les espèces compatibles pour augmenter leur nombre. La peur d'une telle conversion faisait des Cybermen un sujet de terreur sur beaucoup de mondes habités (DW: Attack of the Cybermen).

## D

### Davros
Davros est un scientifique fou. Il chercha durant sa vie une solution pour éliminer les Thals. Davros vient de l'espèce des Kaleds et il considèra les Thals comme des ennemis. Il décida, pour mettre fin a la guerre, de muter les Kaleds, ce qui provoqua la création des Daleks, les plus grands ennemis du Docteur. Il apparaît pour la première fois dans l'épisode La genèse des Daleks. Il fera son retour d'innombrables fois dans la série classique. Lors de la reprise de Doctor Who en 2005, il a fallu attendre l'épisode en deux parties La Terre volée et La Fin du voyage pour le revoir auprès des Daleks. Sa dernière apparition fut en 2015 dans l'épisode d'ouverture de la saison 9. L'épisode s'appelle Le Magicien et son disciple et La Sorcière et son pantin.  
Daleks
Les Daleks étaient des Kaleds mutants enfermés dans des armures mobiles. Ils furent créés sur Skaro par le scientifique Kaled Davros pendant la Guerre de Mille Ans (DW: Genesis of the Daleks). Le Docteur les considérait comme ses "pires et plus dangereux ennemis" (DW: Victory of the Daleks).
Les Daleks combattirent les Seigneurs du Temps pendant la Dernière Grande Guerre du Temps, qui aboutit à la  destruction de la quasi-totalité des Daleks et la disparition des Seigneurs du Temps et de leur planète Gallifrey

## F

### Famille de sang
La Famille de sang est une famille d'extra-terrestres qui se nourrissaient de Seigneurs du Temps pour prolonger leurs durées de vie et augmenter leurs pouvoirs. Ils apparaissent dans les épisodes La Famille de sang et Smith, la Montre et le Docteur. Peu avant la Première Guerre mondiale, une famille d'entre eux vient à l'école où le Docteur et Martha se sont réfugiés ; ils ont alors pris possession de corps d'humains de la région afin d'obtenir le Docteur. Ils ont utilisé des épouvantails animés comme hommes de main. Quand ils trouvent le Docteur (qui s'était converti en humain), ils ont envoyé une armée d'épouvantails pour le chasser. Le Docteur a finalement repris sa forme de Seigneur du Temps et a emprisonné tous les membres de la famille.

### M. Finch
Monsieur Finch est un Krillitane qui se fait passer pour un principal de collège. Carnivore, il aime dévorer un élève de temps en temps. Il apparaît dans l'épisode L'École des retrouvailles, où les Krillitanes tentent de hacker le « Skasis Paradigm », la théorie du tout en exploitant les élèves d'une école. (Krillitane voir a la lettre K)

## G

### Le Gardien Noir
Le Gardien Noir est une personnification anthropomorphique des forces de l'entropie et du chaos, la contre-partie du Gardien Blanc qui, lui, est la personnification de l'ordre. Les deux gardiens tentent d'équilibrer les forces de l'univers et même si le Gardien Noir semble décider que la balance soit en faveur du chaos et du mal, le Gardien Blanc préfère maintenir le statu quo. Les deux gardiens apparaissent lors de la 16e saison de la série, au cours de laquelle ils sont liés à la quête du Docteur pour obtenir la clé du temps, un immense artefact qui permet de donner à celui qui la possède le pouvoir sur tout ce qui existe.
On le retrouve aussi dans trois épisodes de la vingtième saison, en 1983, « Mawdryn Undead » « Terminus » et « Enlightenment. »

### La Grande Intelligence
Apparue en 1967 dans l'épisode « The Abominable Snowmen », il s'agit d'une forme de conscience n'ayant aucun support physique et flottant dans l'espace. Elle cherche à tout prix à s'incarner sur Terre et utilise pour cela son pouvoir de contrôle sur les humains, ainsi que des robots-Yétis télécommandés ou des bonhommes de neiges dont les flocons sont soumis à sa volonté. Elle réapparaît dans l'épisode « The Web of Fear » où elle tente d'envahir Londres depuis son métro.
Sa première rencontre avec le Docteur (du point de vue de la Grande Intelligence) est racontée en 2012 dans « La Dame de glace ». La Grande Intelligence a sous sa coupe un être humain de l'époque victorienne, le Dr Siméon, qu'elle a capturé dès l'enfance. Elle est capable de prendre le contrôle des cristaux de neige. Une fois Siméon neutralisé et sa machine détruite par le 11e Docteur, la conscience de la Grande Intelligence demeure sous forme désincarnée.
On revoit la Grande Intelligence dans l'épisode suivant, « Enfermés dans la toile » puis dans l'épisode final de la saison 7 : « Le Nom du Docteur » où celle-ci tente de connaître le véritable nom du Docteur afin d'ouvrir son tombeau sur Trenzalore.

### Guerrier de Glace
Les Guerriers de Glace étaient des reptiles humanoïdes cybernétiques venant de la planète Mars.
Les Gandorans, qui créèrent les premiers Guerriers de Glace, les surnommaient les "Évolutionnaires Sauriens". Ils étaient également appelés Martiens, et parfois péjorativement les "Verdâtres".  Un Guerrier de Glace dans son armure était très grand et très imposant. Leur visage était plat et écailleux (RN: Legacy, The Medusa Effect, DW: Cold War). Sans leur armure, ils étaient plus fins avec de long bras squelettiques, et trois (DW: Cold War) ou bien cinq doigts (COMIC: Ascendance). Certains avaient les yeux noirs (COMIC: Descendance), d'autres rouges (DW: Cold War).
À cause des différences d'atmosphère et de gravité, les Guerriers de Glace avaient tendance à marcher lentement et respiraient avec difficulté dans des environnements comme ceux de la Terre mais pouvaient aller vite si besoin

## I

### L'Impératrice des Racnoss
Dernière survivante des Racnoss, une race d'araignées géantes carnivores, qui fut détruite autrefois par les Seigneurs du Temps. Les Racnoss sont tous morts durant la guerre du temps sauf l'impératrice qui décida de recréer son espèce.

## J
Jagrafess
Le Jagrafess est un monstre ressemblant à une grosse limace qui ne peut survivre que dans un environnement assez froid. Il fait son apparition dans l'épisode Un jeu interminable, (saison 1, deuxième série) alors que le neuvième Docteur et Rose sont à bord du satellite 5 et enquêtent sur des disparitions se produisant à l'étage 500. Ils découvriront que ces disparitions ont un lien avec le Jagrafess collé au plafond de la salle de contrôle et qui est maintenu en vie grâce à l'évacuation de la chaleur de la salle de contrôle vers les étages inférieurs.
Judoons
Les Judoons sont des humanoïdes à tête de rhinocéros mesurant environ deux mètres de haut : ils sont tous identiques ou presque, et de carrure plutôt épaisse. Leurs larges poumons leur permettent de faire d'importantes réserves d'oxygène et leur sang est jaune. Leur cerveau est très petit il peut tenir dans la paume d'une main. Ils sont souvent employés comme mercenaires ou force de police.

### John Lumic
John Lumic est un industriel de génie, créateur de Cybus Industries. Souffrant d'une maladie mortelle, il est prêt à tout pour éviter sa fin, ce qui le conduit à inventer les Cybermen.

## M

### Le Maître
Le Maître est un Seigneur du Temps, comme le Docteur, né sur Gallifrey. On apprend son existence durant la première série, en 1970, dans un épisode du 3e Docteur, « Terror of the Autons. » Il tente plusieurs fois de s'emparer de la Terre ou de devenir Maître de l'Univers.
Il est ressuscité pendant la Guerre du Temps par les autres Seigneurs du Temps dans le but de mener la guerre, mais terrifié, il s'enfuit, se transforme en humain et se cache à la fin de l'univers. C'est par accident que Martha Jones le pousse à se re-transformer en Seigneur du Temps. Il revient alors sur Terre et prend le nom d'Harold Saxon, avant d'accéder au poste de Premier ministre.

#### Missy
Le Maître est de retour en 2014 sous les traits d'une femme nommée Missy (Michelle Gomez) tout au long de la saison 8. Dans les épisodes La Nécrosphère et Mort au Paradis (2014), elle tente de conquérir la Terre avec une armée de Cybermen mais son plan est déjoué par le Docteur et elle semble être tuée dans le dernier épisode. Elle réapparaît pourtant dans les deux premiers épisodes de la saison 9, où l'on apprend qu'elle s'était téléportée in extremis.
Les deux dernières incarnations, jouées par John Simm et Michelle Gomez, se rencontrent (une première pour le Maître) dans le dernier épisode de la saison 10, Le Docteur Tombe et finissent par s'entre-tuer.

## K
Krillitane
Les Krillitane sont une race d’extraterrestres apparue en 2006 dans l’épisode School Reunion,avec Anthony Head dans le rôle du chef de la race extraterrestre sur la Terreactuelle. Ils avaient pris le contrôle de l’école polyvalente Dreffy Vale en tuant l’enseignant puis en portant leur peau, en utilisant de l’huile de Krillitane pour augmenter massivement l’intelligence des élèves de l’école. En utilisant les élèves dans le cadre du programme informatique géant, le Krillitane espérait ouvrir et révéler les secrets d’un dispositif de haute technologie connu sous le nom de paradigme Skasis, il est destiné à contenir la théorie universelle qui donnerait au Krillitane le contrôle sur les forces de base et les rendrait ainsi « semblables à Dieu » à la race humaine. Cependant, ce stratagème a rapidement été découvert et déjoué par le Dixième Docteur (joué par David Tennant) et ses compagnons, bien que, dans une dernière tentative, demandant au docteur d’unir leurs forces et de les aider à refaire l’univers. Cela donne des indices quant à la conscience des Krillitanes de la guerre du temps et d’essayer de tenter le docteur de reconstruire sa race et désormais, de briser le verrou temporel de la dernière guerre.
Les Krillitane sont une race qui choisit des formes de vie dont ils peuvent composer la forme pour leurs besoins souhaités.
Ils sont comme des chauves-souris en apparence et aiment l’épreuve de la chair humaine, mais seulement parce qu’ils désirent leur peau. On dit qu’ils ont obtenu leur look de chauve-souris de la conquête de Bessan, dix générations avant la révision de la race. La dernière fois que le médecin les a vus, ils ressemblaient à des humains avec de longs cous.
Cependant, les effets secondaires de leur évolution rapide ont fait la même huile qu’ils utilisent pour améliorer l’intelligence des élèves de Dreffy Vale.

## P

### Panthéon de la Discorde
Le Panthéon de la Discorde, ou simplement Le Panthéon, est un groupe de créatures avec de vastes pouvoirs venant d'au-delà de l'univers parfois reconnus comme des dieux.

## R

### Rani
La Rani (The Rani) est une scientifique sans scrupules, originaire de Gallifrey et appartenant à la race des Seigneurs du Temps comme le Docteur et le Maître. Elle apparaît dans deux feuilletons de la première série, The Mark of the Rani (1985) et Time and the Rani (1987). Lors de ces deux apparitions, elle est interprétée par l'actrice Kate O'Mara. C'est elle qui provoque la mort de la sixième incarnation du Docteur (interprété par Colin Baker) et sa régénération comme septième incarnation (Sylvester McCoy). Elle réapparaît dans l'épisode caritatif « Dimensions in Time. »

### Rassilon
Appelé aussi « Le Président », Rassilon est d’après la légende le fondateur et le créateur de la civilisation des Seigneurs du Temps. Rassilon était peut-être l'unique grande figure dans l'histoire des Seigneurs du Temps. Certainement le personnage le plus important dans l'histoire de Gallifrey, il a été généralement considéré comme le Premier Seigneur du Temps, bien que certains pensent que cette distinction revient à Omega. La plupart du temps la société des Seigneurs du Temps le salue en héros. Cependant certains soutiennent que Rassilon était en fait un mégalomane corrompu qui a tenté d'assassiner son ami Omega et a volé son invention pour créer la civilisation des Seigneurs du Temps. Dans ses rares apparitions dans la série, il est dépeint comme un être impitoyable et intimidant, mais dans sa 1re apparition il était indigné par la corruption et s’efforçait de la détecter, alors que dans sa seconde apparition il est coupable de ce vice.
Dans la première série, il est le seigneur président des Seigneurs du Temps jusqu’à ce que Borusa le détrône. Il a alors un rôle très mineur dans la série mais reste une figure très importante de l'histoire gallifreyienne. La légende raconte qu'il est âgé de plusieurs milliards d'années et est le plus ancien Seigneur du Temps de l'univers, il aurait découvert le secret de l'immortalité tout en contournant le cycle de 12 régénérations possibles pour les individus de son espèce.
Lors de la Guerre du Temps, Rassilon était de nouveau le Lord Président, après avoir remplacé le président Romana. Désormais impitoyable et brutal, bien décidé à éviter la mort, le dernier jour de la Grande Guerre du Temps, lui et le Haut Conseil de Gallifrey ont l'intention d'épargner les Seigneurs du Temps de la destruction par la "Sanction Suprême", en provoquant la destruction du Temps et de l'univers lui-même, anéantissant toute la création mais permettant aux Seigneurs du Temps de survivre sous formes d’êtres de conscience pures, épargné du Temps, des causes et des effets. Son plan a été rejeté par le Docteur de la guerre (joué par John Hurt) qui a scellé dans une dimension de poche Gallifrey en utilisant "le Moment" dans l’épisode Le Jour du Docteur (2013) afin d’empêcher Rassilon d’exécuter un plan aussi horrible et égoïste. Cependant Rassilon a tenté de briser ce scellé en se servant du Maitre mais il est repoussé par le 10e Docteur et affaibli par l'attaque vengeresse du Maître à la fin de l'épisode La Prophétie de Noël (2009). Rassilon et les autres Seigneurs du Temps ont alors tous été renvoyés dans leur bulle. À la suite de l'épisode Le Jour du Docteur, Gallifrey est envoyé dans un univers de poche, empêchant sa destruction.
Les Seigneurs du Temps renvoient ensuite Gallifrey à la fin de l'Univers. Rassilon, qui s'est régénéré et est à présent un vieillard bien moins charismatique que son incarnation précédente, s'inquiète à propos de l'Hybride. Il conclut un pacte avec Ashildr  dans l'épisode Le Corbeau, pour enlever le Docteur. Pendant l'épisode Descente au paradis, il le fait enfermer dans son cadran de confession, afin de lui extraire des informations à propos de l'Hybride. Dans Montée en enfer, le Docteur s'échappe et rentre sur Gallifrey. Rassilon, accompagné d'un détachement militaire tente d'anéantir le Docteur. Les soldats refusent, considérant le Docteur comme le sauveur de La Guerre du Temps. Le Docteur bannit Rassilon et le Haut Conseil de Gallifrey hors de la planète, mais étant à la fin de l'Univers, aucune autre planète n'est habitable. On ne sait si Rassilon a survécu, ou s'il est revenu sur Gallifrey après la fuite du Docteur à bord d'un TARDIS volé.

### Racnoss
Les Racnoss était une espèce très ancienne des Âges Sombres de l'Univers qui refirent surface en 2007 après des milliards d'années pour menacer la Terre. Les Racnoss étaient de grands êtres mi-humanoïdes, mi-arachnéens, avec une peau rouge et luisante. Ils avaient trois paires d'yeux: deux yeux au-dessus du nez, et les quatre autres sur le front. Ils avaient dix membres, dont deux qui servaient de bras et avaient une forme de lame (DW: The Runaway Bride).
L'Impératrice était apparemment celle qui pondait les œufs, qui donnaient naissance aux autres Racnoss. Ceux-ci étaient donc tous des enfants de l'Impératrice. Les nouveau-nés naissaient avec une faim insatiable, c'est pourquoi les Racnoss envahissaient d'autres planètes pour se nourrir de toute la vie qui s'y trouvait

## S

### Slitheen
Les Slitheen sont une famille de Raxacoricofallapatoriens, qui peuvent prendre la forme d'un humain en le vidant et en ne laissant que la peau. Ils se présentent comme une entreprise familiale dont le seul but est le profit et ont été condamnés à mort dans leur monde natal.
Apparaissant dans les épisodes L'Humanité en péril et Troisième Guerre mondiale, ils mesurent plus de deux mètres et ont une couleur de peau entre le jaune et le vert. Leur tête ressemble vaguement à la tête d'un bébé humain, bien que beaucoup plus grosse et leurs yeux clignent de façon latérale. Leurs mains sont en fait de longues griffes.
Étant plus grands et plus gros que les humains, ils utilisent un réducteur de taille. Ce réducteur a des effets limités, ce qui les oblige à ne rentrer que dans les corps d'êtres bedonnant, et à faire des bruits ressemblant à des pets. Dans l'épisode The Lost Boy de The Sarah Jane Adventures, ils utilisent un modèle amélioré qui leur permet de rentrer sans bruits dans des corps plus minces.
Les Slitheen ont une part importante de calcium dans leur organisme et sont donc très sensibles aux acides, dont le vinaigre. Il suffit donc de les asperger de vinaigre pour les tuer ; ce genre de scène se produit plusieurs fois dans Doctor Who et dans The Sarah Jane Adventures.

## Siluriens
Les Siluriens, aussi appelés Silurians, Eocène, Homo Reptilia ou Terriens (Earthlians) étaient une espèce de reptiles originaire de la Terre, qui vivaient durant la préhistoire.

## Sontariens
Les Sontariens étaient une race de clones originaires de la planète Sontar, créée par les Kaveetch. Ils menaient une guerre éternelle contre les Rutiens

## V
Vashta Nerada
Les Vashta Nerada sont des créatures microscopiques en essaim capables de dépouiller leurs victimes jusqu’à l’os. Les grands essaims sont indiscernables des ombres et seraient à l’origine de la peur de l’obscurité de la plupart des espèces.

## Z

### Professeur Zaroff
Le professeur Zaroff est un scientifique fou qui envisage de détruire le monde dans l'épisode The Underwater Menace du Second Docteur.
Il est chaleureusement rappelé par les fans de Doctor Who comme l’un des méchants les plus extravagants de toute l’histoire de la série. Son cri de "Rien au monde ne peut plus m'arrêter maintenant !", qui en raison de l'accent allemand de l'acteur Joseph Furst) avait été prononcé comme tel. Seuls deux des quatre épisodes de cette histoire survivent, mais le matériel survivant comprend cette ligne infâme.

### Zodin (Le Terrible)
Le docteur a rencontré le terrible Zodin à un certain nombre d'occasions non traitées. Il est mentionné dans The Five Doctors. Iris Wildthyme affirme également l'avoir rencontrée.
Le roman Cold Fusion mentionne que Zodin est impliqué dans une aventure qui a amené le Docteur à interagir avec de multiples incarnations de lui-même. Zodin est également mentionné dans les romans Legacy, The Colony of Lies et Millennial Rites.

### Zygons
Les Zygons étaient une espèce d'humanoïdes métamorphes. Ils venaient de la planète Zygor[réf. nécessaire].